# Дуб багатовіковий (Ніжинський район)
Дуб багатовіко́вий (інші назви — Липіврі́зький дуб, Шевченків дуб) — ботанічна пам'ятка природи місцевого значення в Україні. Розташована в межах Ніжинського району Чернігівської області, при західній околиці села Липів Ріг. 

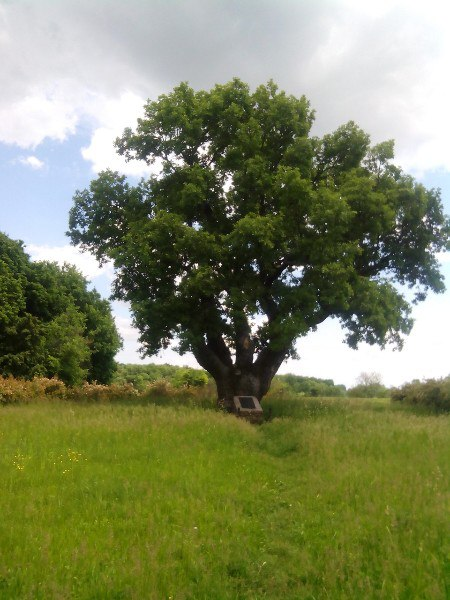
Травень, 2016 рік

Площа 0,01 га. Статус присвоєно згідно з рішенням Чернігівського облвиконкому від 10.06.1972 року № 303; від 27.12.1984 року № 454; від 28.08.1989 року № 164; від 31.07.1991 року № 159. Перебуває у віданні: Липоворізька сільська рада. 

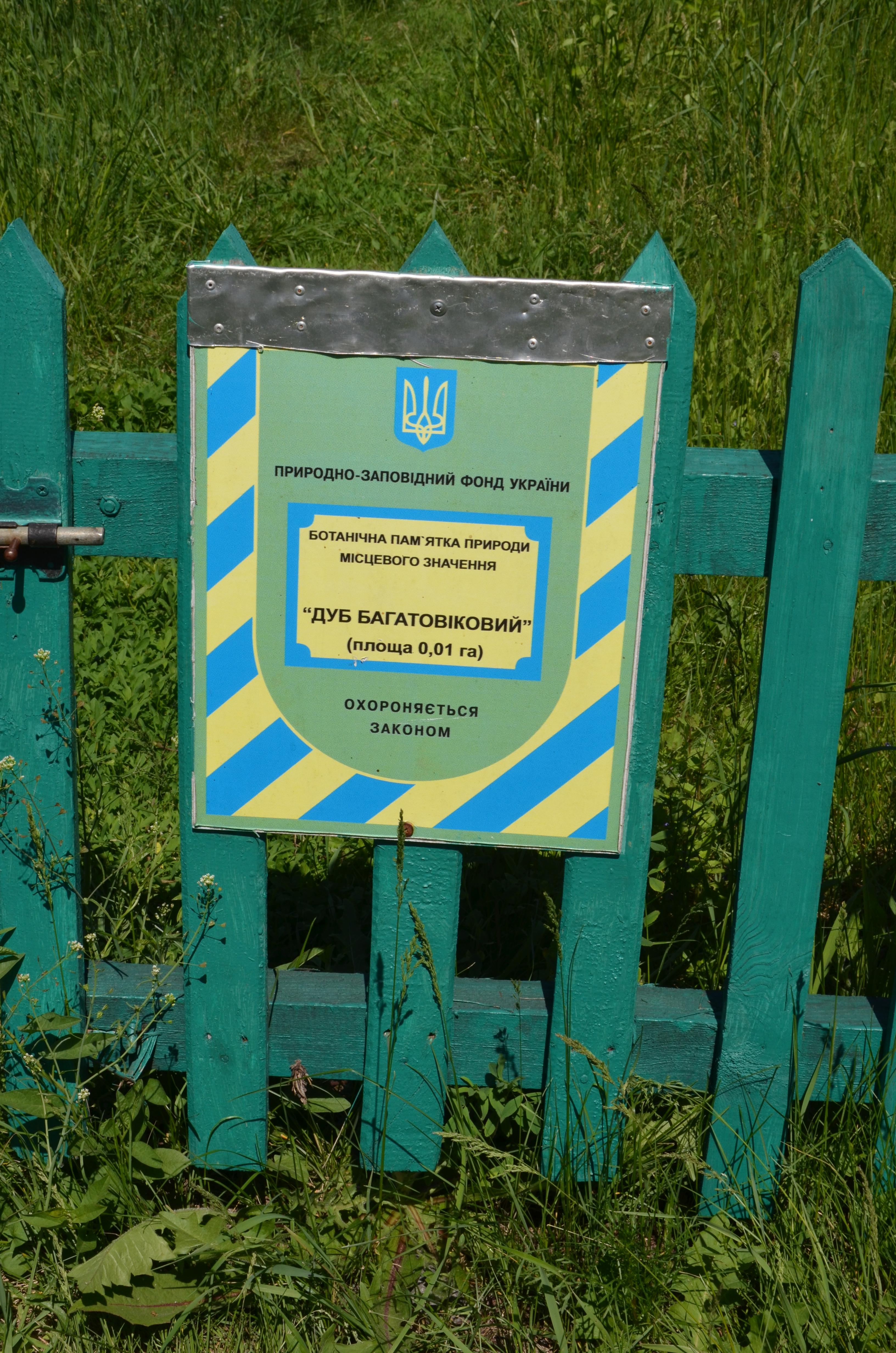
Охоронна табличка

Статус присвоєно для збереження одного екземпляра вікового дуба. За підрахунками Київського еколого-культурного центру, вік дуба — близько 500 років.